# Mistrovství České republiky v cyklokrosu 2020
Mistrovství České republiky v cyklokrosu 2020 se konalo v neděli 12. ledna 2020 v Jičíně.
Závodu mužů se zúčastnili závodníci kategorií elite a do 23 let. Závodní okruh s nejvyšším bodem na vrchu Čeřovka s převýšením 70 m měřil 2 600 m. Muži ho absolvovali osmkrát a ženy pětkrát. Startovalo 29 mužů a 20 žen.

## Přehled muži
| Poř.             | Jméno          | Čas         |
| ---------------- | -------------- | ----------- |
| Zlatá medaile    | Emil Hekele    | 1:02:31 h   |
| Stříbrná medaile | Tomáš Kopecký  | + 00:35 min |
| Bronzová medaile | Michael Boroš  | + 00:51 min |
| 4                | Josef Jelínek  | + 01:41 min |
| 5                | Jakub Ťoupalík | + 01:53 min |
| 6                | Lubomír Petruš | + 02:01 min |

## Přehled ženy
| Poř.             | Jméno               | Čas         |
| ---------------- | ------------------- | ----------- |
| Zlatá medaile    | Pavla Havlíková     | 45:06 min   |
| Stříbrná medaile | Tereza Švihálková   | + 00:33 min |
| Bronzová medaile | Nikola Bajgerová    | + 00:53 min |
| 4                | Karolína Bedrníková | + 01:12 min |
| 5                | Karla Štěpánová     | + 01:40 min |
| 6                | Kateřina Mudříková  | + 02:19 min |